# Contea di Camden (Carolina del Nord)
La contea di Camden, in inglese Camden County, è una contea consolidata, ossia non suddivisa in comuni, dello Stato della Carolina del Nord, negli Stati Uniti. La popolazione, al censimento del 2000, era di 6 885 abitanti.

## Storia
La contea di Camden fu costituita nel 1777.